# Egisto Masotti
| 13740 Lastrucci  | 18 settembre 1998 |
| 35703 Lafiascaia | 20 marzo 1999     |
| 49443 Marcobondi | 22 dicembre 1998  |

Egisto Masotti (1944) è un astronomo italiano.
È vicepresidente del "Gruppo Astrofili Montelupo" diretto da Maura Tombelli.
Il Minor Planet Center gli accredita la scoperta di tre asteroidi, effettuate tra il 1998 e il 1999, tutte in collaborazione con altri astronomi: Daria Guidetti e Maura Tombelli.
Gli è stato dedicato l'asteroide 22401 Egisto.